# Larry Knechtel
Larry Knechtel (Bell, California, 4 de agosto de 1940 -　20 de agosto de 2009)